# イブラヒーム・アル＝ハルビ
イブラヒーム・アル＝ハルビ（Ibrahim Mater Al-Harbi、1975年7月10日 - ）は、サウジアラビアの元サッカー選手。元サウジアラビア代表。ポジションはミッドフィールダー。

## 来歴
1996年にサウジアラビア代表デビュー。AFCアジアカップ1996では全6試合に出場、優勝した。1998 FIFAワールドカップにも出場した。2003年までに93試合に出場、2得点をあげた。

## 代表歴

### 出場大会
- サウジアラビア代表
  - 1998 FIFAワールドカップ

### 試合数
- 国際Aマッチ 93試合 2得点（1996年-2003年）[1]

| サウジアラビア代表 | 国際Aマッチ | 国際Aマッチ |
| 年                 | 出場        | 得点        |
| ------------------ | ----------- | ----------- |
| 1996               | 18          | 0           |
| 1997               | 20          | 0           |
| 1998               | 13          | 1           |
| 1999               | 14          | 0           |
| 2000               | 0           | 0           |
| 2001               | 19          | 1           |
| 2002               | 8           | 0           |
| 2003               | 1           | 0           |
| 通算               | 93          | 2           |